# Heteropoda eluta
Heteropoda eluta este o specie de păianjeni din genul Heteropoda, familia Sparassidae, descrisă de Karsch, 1891.
Este endemică în Sri Lanka. Conform Catalogue of Life specia Heteropoda eluta nu are subspecii cunoscute.